# Sierra de las Dos Cabezas
La sierra de las Dos Cabezas es una cadena montañosa en la parte más sureña de Arizona en los Estados Unidos de América.  Los 11 700 acres (4734,8 ha) del refugio de vida silvestre de la sierra de las Dos Cabezas se ubica a unas 20 millas al este de Wilcox y a 7 millas al sur de Bowie en el condado de Cochise.  La sierra toma su nombre de dos picos de granito denominados Picos de las Dos Cabezas, que son las cimas de este cordal montañoso.
Existen numerosos manantiales que proveen de agua a la fauna autóctona.

## Geología
El desierto consiste en las laderas escarpadas de la Sierra de las Dos Cabezas, con elevaciones que van desde los 4.080 a los 7.500 pies (1.200 a 2.300 m). Hay un terreno diverso, con laderas montañosas empinadas, afloramientos de granito y vegetación en el fondo de los cañones. Las montañas y crestas más altas ofrecen vistas a larga distancia de los valles de Sulphur Springs, San Simón y de numerosas cadenas montañosas. ￼

## Vida silvestre
Varios manantiales naturales y artificiales proporcionan agua a la abundante fauna salvaje. Los venados de cola blanca y venados mulo, pumas concolor, águilas reales, águilas calvas y muchos otros animales habitan en la Sierra de las Dos Cabezas. El lagarto de collar puede encontrarse en las partes altas del Cañón Buckeye. El halcón peregrino migra por la zona. Este halcón dejó de estar en peligro de extinción en 1999. La mayor parte del espacio natural contiene arbustos de montaña, arbustos desérticos y vegetación ribereña. A partir de 2021, el Departamento de Caza y Pesca de Arizona ha estado publicando fotos de un jaguar que ha sido visto en esta zona desde noviembre de 2016 con 45 eventos documentados.